# Fairphone

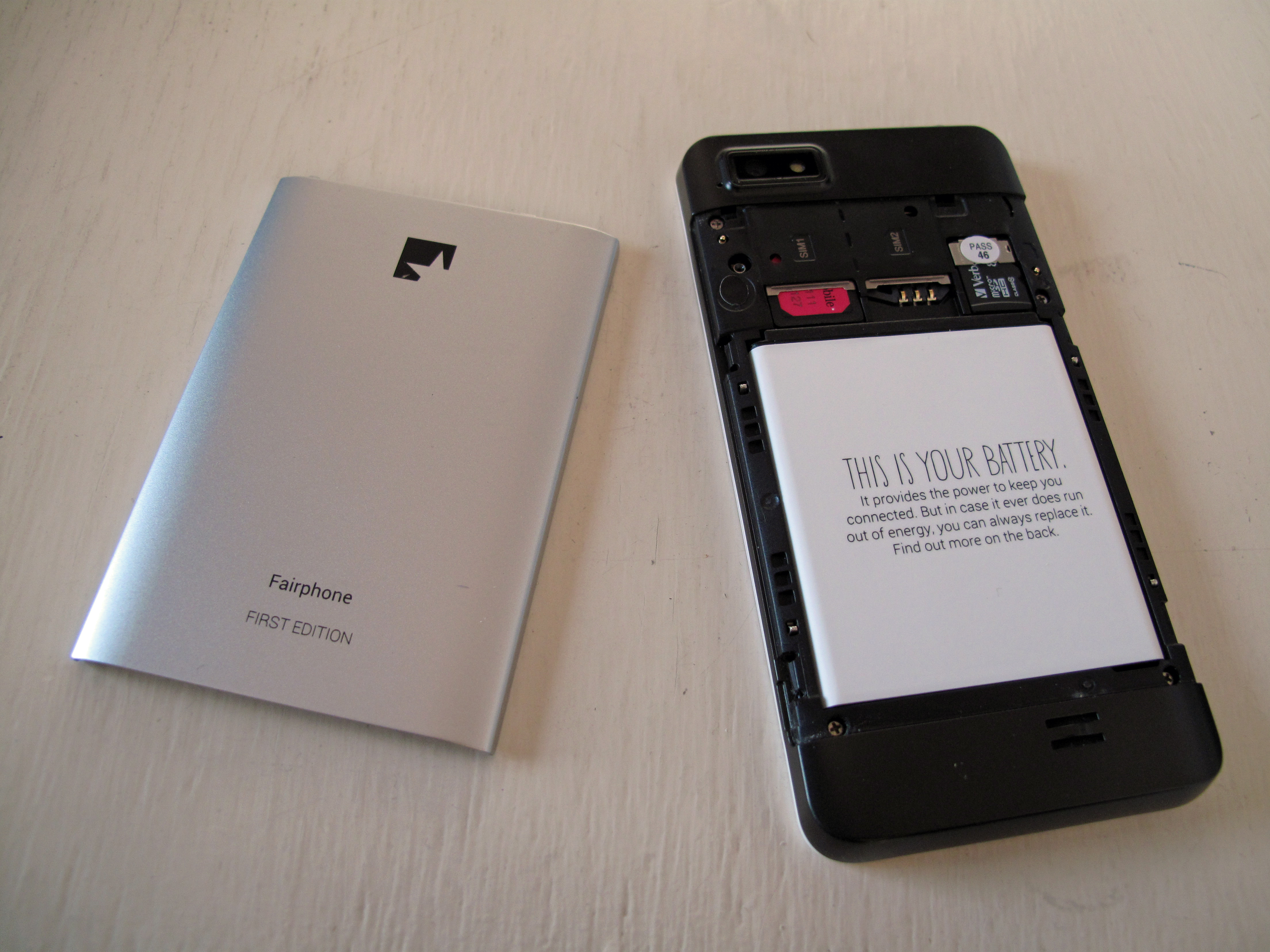
Fairphone 1 s odstraněnými zadním krytem – je vidět vyjímatelnou baterii, dual SIM sloty a jeden slot pro SDHC karty

Fairphone je společensky odpovědný výrobce chytrých telefonů se sídlem v Amsterdamu v Nizozemí. Společnost podporuje Waag Society, což je nadace, která si klade za cíl podpořit experimentování s novými technologiemi, uměním a kulturou. Hlavní motivací pro založení Fairphone bylo vyvinout mobilní zařízení, které neobsahuje „krvavé minerály“ (v chytrých telefonech typicky zlato, cín, tantal a wolfram) a produkuje ho dodavatelský řetězec který má spravedlivé pracovní podmínky. Druhá verze telefonu společnosti byla jedním z prvních dostupných modulárních chytrých telefonů, přičemž výrobek je navržen tak, aby se dal snadno opravit a modernizovat.
25. června 2025 byla představena šestá generace Fairphone.

## Historie a poslání

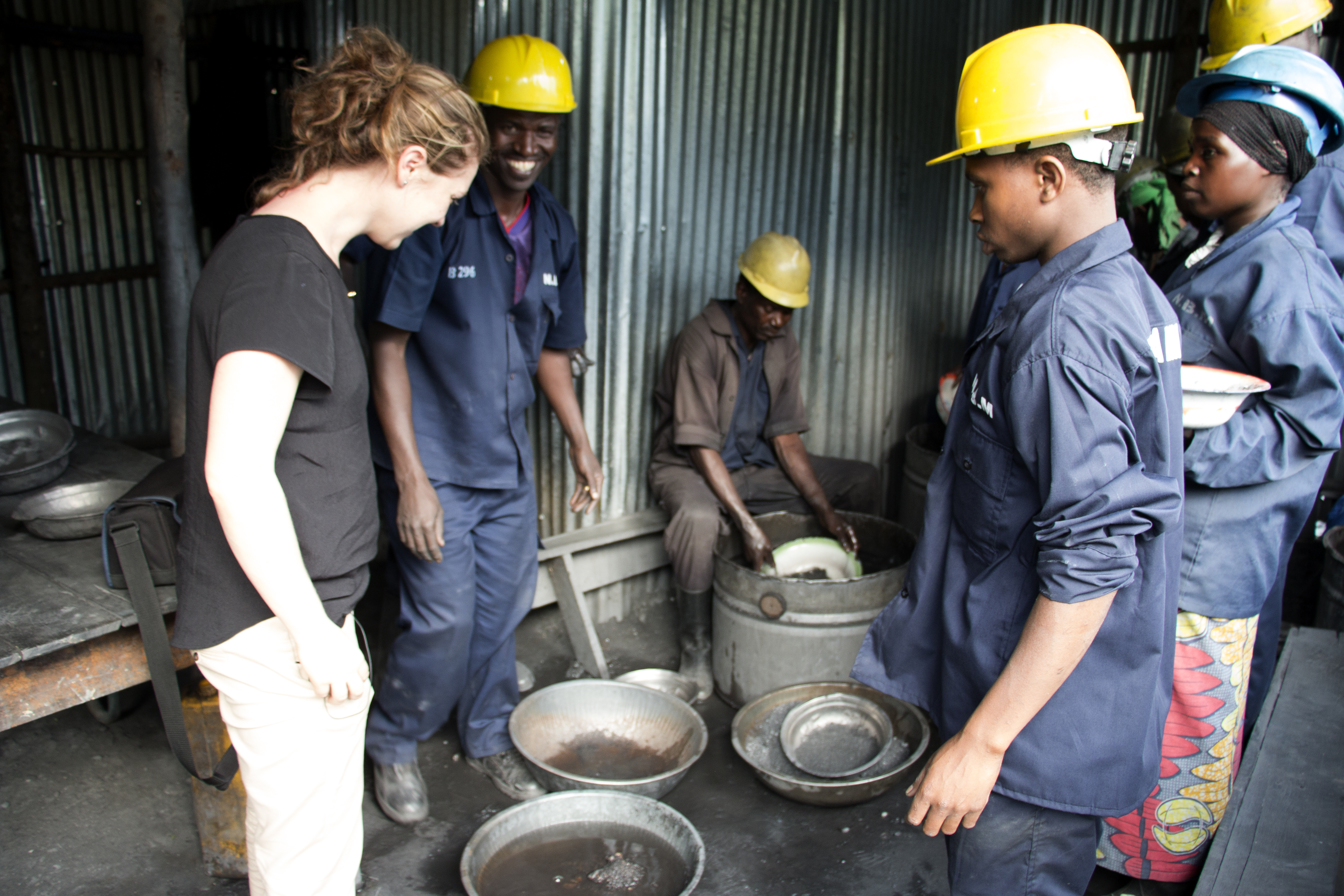
Zaměstnanec Fairphone na setkání s horníky tantalu v těžařské společnosti v New Bugurama ve Rwandě

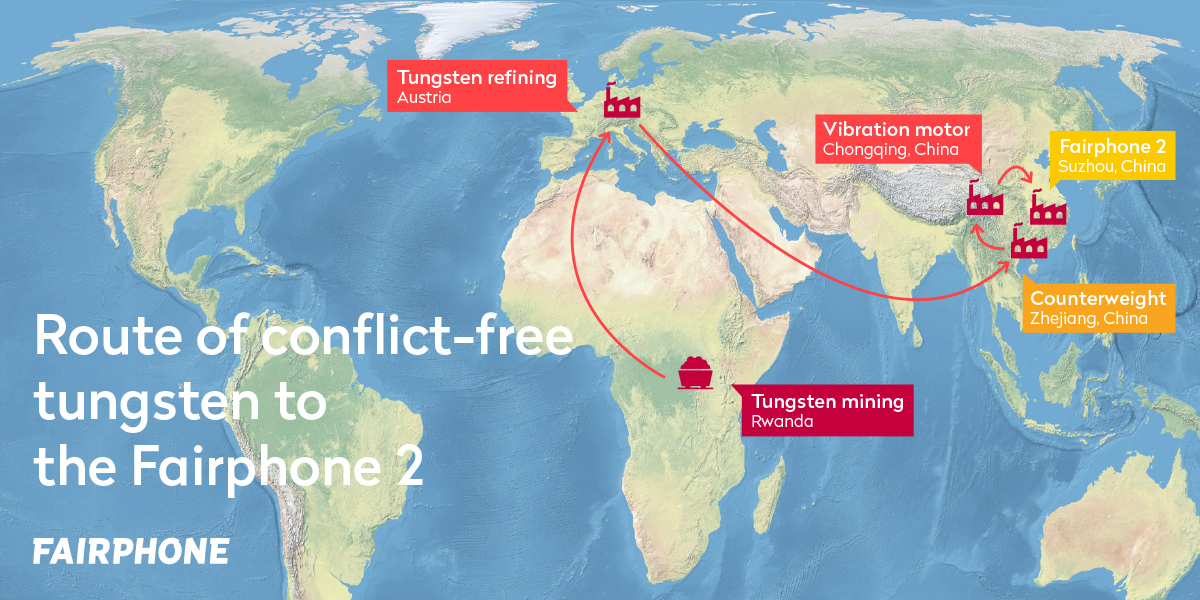
Funkce dodavatelského řetězce pro bezkonfliktní dodávku wolframu do Fairphone 2

Fairphone byl založen jako sociálně odpovědná společnost v lednu 2013 poté, co dva a půl roku existoval jako kampaň. Web společnosti uvádí, že jejím posláním je „přivést na trh spravedlivý chytrý telefon – navržený a vyrobený s minimálním poškozením lidí a planety“. Fairphone však připouští, že nebude možné vyrobit 100% spravedlivý telefon, ale s tímto cílem se snaží zvýšit povědomí spotřebitelů a v odvětví mobilních telefonů.
Je to o myšlence a ne o telefonu.
Miquel Ballester (Fairphone product strategy), The Utopia Gadget, 

## Fairphone 1

### První série v roce 2013
- Projekt získal peníze pro první řadu telefonů prostřednictvím předobjednávek dosažením požadovaného množství 5 000 kusů dne 5. června 2013.[4] První série 25 000 telefonů byla vyprodána 13. listopadu 2013,[5] skoro měsíc před upraveným datem vydání v polovině prosince.[6]

### Partnerství a druhá série v roce 2014
- iFixit v dubnu 2014 oznámil partnerství s Fairphone a nabídl návod pro majitele na vlastnoruční opravu.[7]
- Druhá výrobní série 35 000 kusů telefonů byla uvolněna do prodeje 21. května 2014.[8]
- 3D Hubs a Fairphone se staly partnery v červenci 2014 a nabízely lokálně produkované 3D vytištěné kryty.[9]
- V září 2014 se The Phone Co-op označilo za výhradního prodejce telefonů pro Velkou Británii.[10][11]

## Fairphone 2

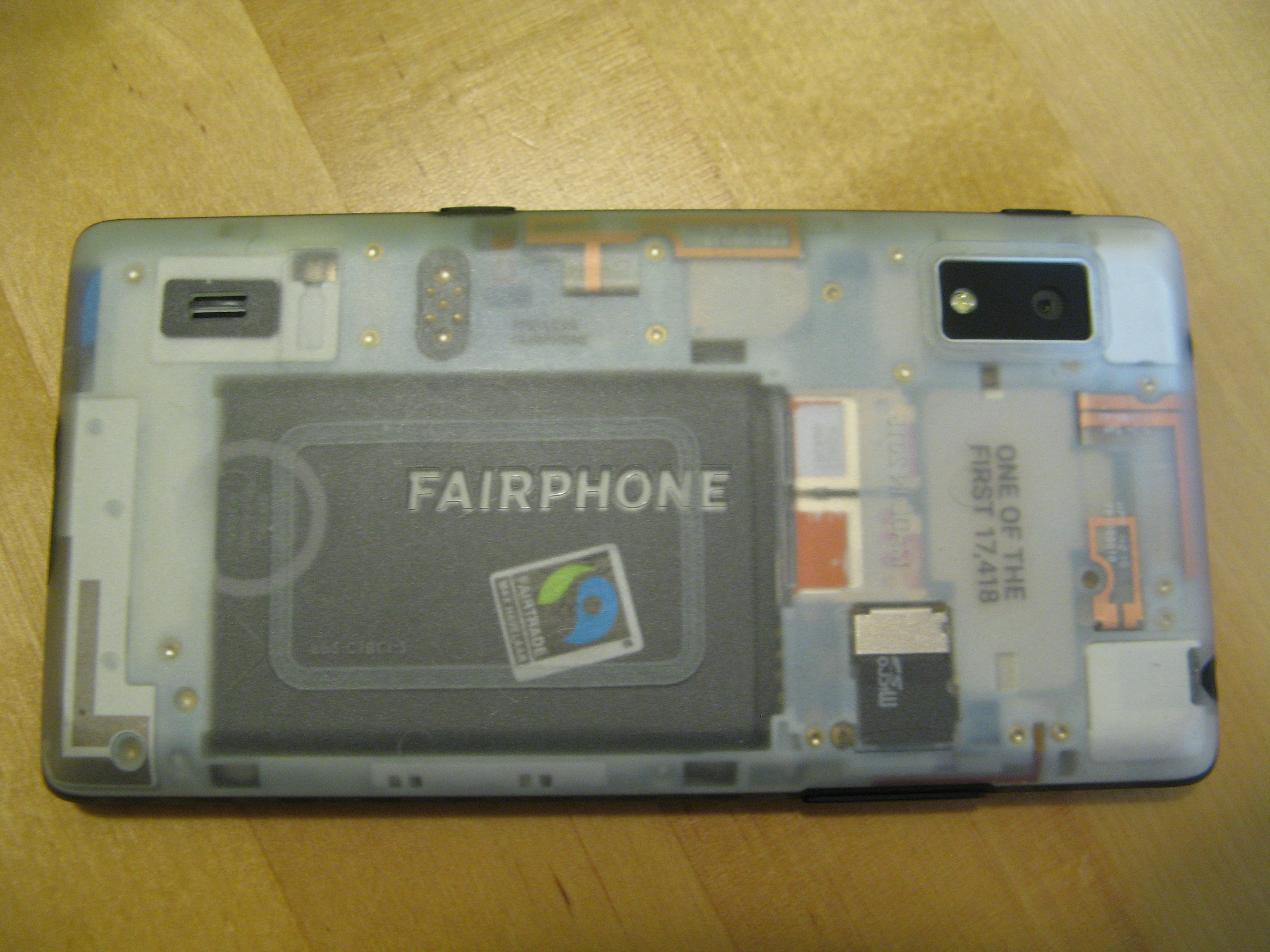
Zadní strana Fairphone 2 s průhledným krytem, znázorňující modulární konstrukci

V únoru 2015 označil Fairphone za svého nového výrobního partnera Hi-P, na základě výběrovém řízení podrobně popsaného na blogu.
V červnu 2015 byly na webu společnosti zveřejněny specifikace a cena.

### Fairphone 2 New Life Edition
V dubnu 2019 započal prodej levnější verze Fairphone 2 New Life Edition, která je stejná jako Fairphone 2, ale jde o opravené telefony, které jsou prodávané levněji.

## Fairphone 3
Fairphone 3 byl oznámen v srpnu 2019.
O rok později pak Fairphone 3+.

## Fairphone 4
Fairphone 4 byl oznámen v září 2021.

## Fairphone 5
Fairphone 5 byl oznámen v srpnu 2023.
Prodej byl zahájen v září 2023, plánovány jsou bezpečnostní aktualizace a softwarová podporu po dobu 10 let.

## Fairphone 6
25. června 2025 byl představen „The Fairphone (Gen. 6)“.

## Ocenění
Fairphone získal cenu za nejrychleji rostoucí evropský technologický startup na konferenci The Next Web v dubnu 2015. (Dalšími nominovanými byly Freespee (Švédsko), YPlan (UK), Uplike (Francie), PackLink (Španělsko), Blacklane (Německo) a Festicket (UK).)
Fairphone byl jedním ze tří vítězů ceny German Environmental Prize v roce 2016.

## Kritika
Volba hardware od Qualcommu byla silně kritizována vývojáři OS Replicant. Vzhledem k této volbě nebylo možné vytvořit fungující verzi systému Android pouze s pomocí svobodného software, protože procesor vyžaduje nesvobodný firmware s binárním blobem. Správci Replicantu navrhli jiný hardware, vhodnější než ten od Qualcommu, jako I.MX, OMAP, Rockchip nebo Allwinner.
I když slíbili, že budou jiní, Fairphone silně ovládá veškeré informace o svých produktech, stejně jako jiné komerční značky. To uživatelům téměř znemožňuje podílet se na projektu.